# Apc (Heves)
Apc es un pueblo húngaro perteneciente al distrito de Hatvan, condado de Heves.

## Superficie
Cuenta con una superficie de 20,46 km².

## Demografía
Hasta 2024 la población era de 2381 habitantes, con una densidad de población de 116,37 hab/km².
| Gráfica de evolución demográfica de Apc entre 2020 y 2024 |
|                                                           |
| Datos según la Oficina Central de Estadística de Hungría. |